# 浅見栄三郎
浅見 栄三郎（あさみ えいさぶろう）は、江戸時代後期から明治時代にかけての武士。徳山藩士。名は正欽、号は自省斎。徳山藩士・浅見正辰の三男で、浅見甚助正保の婿養子となる。兄に浅見巣雲。弟に浅見修次。子に浅見安之丞、児玉次郎彦、浅見述造。

## 生涯
寛政10年（1798年）7月18日、徳山藩士・浅見正辰の三男として生まれる。同じく徳山藩士の浅見正保の娘・常と婚姻し、婿養子として家督を継いだ。役藍泉、長沼采石、浅見巣雲に学問や武芸の指導を受け、武芸は一刀流剣術の達人だった。また、詩文にも秀でていた。
文政2年（1819年）2月、一刀流剣術指南役であった棟居順平の心添えとして藩校・鳴鳳館に出勤を命じられ、同年12月には学館常居生句読授方となり、文政5年（1822年）6月に取立方に進んだ。
文政10年（1827年）に江戸番手として江戸に上り、天保2年（1831年）に帰国したが、天保4年（1833年）9月に江戸で毛利元蕃の納戸都合役を勤めた。その後帰国して検使役や船手都合役などを歴任する。
元治元年（1864年）7月19日の禁門の変の後に徳山藩内で対幕恭順派が政権を握り、同年8月11日夜半に次男の児玉次郎彦と浅見家にて善後策を協議したが、8月１１日夜半か12日未明に次郎彦が自宅で暗殺され、それを知った長男の安之丞は戦いの支度を整えて自宅裏で刺客を待ち受けるが、家族皆殺しを宣言される後に捕縛に就く。
この捕縛に関しては異常な状況が記録されている。安之丞は帯刀したまま捕縛を受け、父の栄三郎が縄を持ち目付まで同行した。
同時に本城清、信田作太夫と共に捕縛された。同時に栄三郎も連座して隠居家囚を命じられた。
その後、慶応元年（1865年）に長州藩において高杉晋作らによって対幕恭順派が失脚すると、徳山藩主・毛利元蕃は徳山七士の家を復興してその遺族を厚遇し、栄三郎は再び一刀流師範に任じられ、馬廻役三人扶持を与えられた。
明治4年（1871年）の廃藩置県後は自宅に塾「山海塾」を開いて子弟を教育し、明治15年（1882年）12月15日に死去。享年85。墓は山口県周南市一ノ井手の興元寺にある。